# 邬纲殉路
邬纲殉路，是一则在中国江浙地区利权收回运动和保路运动中可能基于真实背景改编并广为流传的传说，其涉及人物主要围绕浙江铁路公司收回路权展开，包括邬纲、汤绪等人。

## 背景
随着立宪运动的展开，中国各地都掀起了收回利权运动，争取本地的路权不落于外国人之手，围绕借款修路中央、外国与地方冲突不断。1905年浙商鉴于美商觊觎浙赣铁路路权，集会成立浙江铁路公司，与次年成立的江苏铁路公司一同修筑苏杭甬铁路，此事引起早先取得路权的英商不满，为维护自身利益英商屡次施压清政府要求撤回江浙铁路自办，并要求江浙铁路公司即行停工。清政府在舆论压力下，不敢与英商签订条约，双方吃吃无法达成共识。最终由英国归来的汪大燮接手此事，他向英方提出三项方案，最终中英双方达成一致：清廷向英国借款150万镑，以江浙指定款项作抵押，英方可以派员到江浙公司的董事会。江浙两省铁路公司本纯民营，政府如此出卖引起地方民愤，各地纷纷组织拒款会坚决反对借款，地方各界都积极认购铁路股票，最终酿成风潮。在这一场风潮中，学界和小资产阶级成为激进派，各大新式学堂纷纷通电反对。

## 人物与传说
邬纲（1878年－1907年），中国浙江省台州府宁海县紫溪义门人，时浙江铁路公司附属浙江铁路学校学生，传说中在听闻苏杭沪借款后愤作《绝命书》，以绝食殉路，呕血而死，绝命辞曰：“浙江片土，已为国贼断送。恨激无所泄，病日加剧，顷加热血潮涌，精神恍惚，此身将与浙路同尽。呜呼！吾身即死，吾心不死，吾愿吾浙人勉为其后。倘此路得有挽回，则鄙人虽死，呜呼已矣，诸君努力！九月十五日宁海邬钢愤笔。”
汤绪（？－1907年9月29日），中国浙江省湖州府人，时任浙江铁路公司副总工程师，传说中听闻借款后“愤眦欲裂，随同经理告假，挈眷回里，不言不语，如有所失。家人劝其进食，亦不食，延至二十九日，忽闻有借款已签押之耗，指日浙路公司停办之说，汤以亲自监督之路夺送外人，遂一恸而绝”，在其绝食后浙江高等学堂学生邬纲、姚定生、叶景荣也相继效法殉路。《辛亥革命史》（人民出版社，1980年）上称汤绪“绝食抗议死难”。
浙路风潮下邬纲事件则流传不同版本，最早的版本出自1907年10月27日《申报》载《浙路公司致上海分公司电》，然而在坊间还流传一些不同的版本，以汪康年版本最为典型，汪康年身为报业业者，同时为浙路公司发起人已经浙路风潮针对之清廷外交官汪大燮的堂兄弟，其内容立场都与浙报公司发行版本不一致，也难以判定其真伪。同时浙路公司主事人汤寿潜“作伪求名”亦为公允，因此事件造假亦未必不可能。《申报》并没有直接参与殉路事件的撰写，大多数报道都是来自浙报公司的通讯和投稿，然而诸如《月月小说》《广益丛报》等业者则选择以故事重编的方法故事化、传说化这一事件，例如《月月小说》则将邬纲故事改编为两折戏剧，并借邬纲口批评中国的国民性，呼吁开启中国民智，因而故事又相去甚远。乃如1908年2月2日《新硕望报》刊登戏剧，大胆虚构了邬纲、汤绪之间的友谊，至3月3日《广益丛报》报道则又添加邬纲、汤绪临死前惺惺相惜的桥段。这些传说在后来的历史中，很多都变成了所谓“信史”，为当代中国的课本教材所采纳。

## 影响
殉路故事一经发表即引发舆论轰动，汤寿潜亲自抚灵带动下前往吊唁者万人空巷，全省上下掀起了认购浙路股票的高潮，口号称“一人一股不嫌少”，舆论也纷纷指责政府的卖国和英国的蛮横，底层小人物很快成为了众所周知的“大英雄”，未待浪潮褪去就有一些小道消息曝光“内幕”，称汤寿潜伪作人物故事，然而历史真相已不得而知。邬纲等志士已然成为了民众心中的民族英雄，引发了社会舆论对清政府的压制，因此清政府不得不取消与英方的部分协议，同意维持浙路公司的商办地位，浙路公司也得以完成沪杭铁路浙江段的建设。